# 腸腸搞轟趴
是一部於2016年上映的美國3D成人冒險生存喜劇恐怖電腦動畫電影，為康拉德·威儂和格雷格·帝爾南共同執導，並由威儂、梅根·艾利森、伊凡·戈博和塞斯·羅根撰寫劇本。電影主演包括羅根、克莉絲汀·薇格、喬納·希爾、麥可·塞拉、詹姆斯·法蘭科、大衛·克倫荷茲、尼克·科羅爾、克雷格·羅賓森與愛德華·諾頓。
電影的初剪版於2016年3月14日在SXSW上首映，並於2016年8月12日在美國正式上映。本片部分元素惡搞了迪士尼和皮克斯的電影，成了美國院線首部R級的CGI動畫電影。電影除了贏得好評外，還在全球獲得1.38億美元的成功票房，成為最賣座的R級動畫片，這超越了《南方公園劇場版》（1999年）的紀錄。續作影集《腸腸搞轟趴：美食烏托邦》2024年上線Amazon Prime Video。

## 劇情大綱
故事以Shopwell's 超級市場裡一群擬人化雜貨商品為主角，這些商品相信購物者（人類）會將被購買的物品帶領到被稱為「偉大彼岸」的烏托邦，並視這些買家為神。超市裡有一根叫法蘭克的香腸，他的夢想是和他的熱狗麵包女友布蘭達、他的朋友卡爾和貝瑞一起生活在偉大彼岸。
一位女性購物者拿了分別裝有法蘭克和布蘭達的包裝袋，在他們離開超市的路上，一罐被退貨的蜂蜜芥末警告雜貨們，表示偉大彼岸不是他們所想像的樣子，但只有法蘭克當一回事。蜂蜜芥末建議法蘭克去找高純度的酒Firewater，之後他就跳下購物車自殺了。這起自殺造成購物車碰撞，並使法蘭克、布蘭達和一些雜貨從購物車中掉出來，包括名叫「小薩米·貝果」的猶太貝果、名叫「卡里姆·阿布都·拉瓦許」的亞美尼亞式麵包和一罐陰道清洗劑，陰道清洗劑的噴嘴因為撞擊而折彎，因此他發誓向法蘭克和布蘭達報仇。
為了確認蜂蜜芥末所說是真是假，法蘭克帶著布蘭達、薩米和拉瓦許來到超市的酒類區。他在那裡認識了Firewater和他的同伴非易腐物，非易腐物表示「偉大彼岸」是他們創造的善意謊言，目的是為了緩解食物對被吃掉的恐懼。法蘭克試圖揭發真相，並因此四處找尋證據，而布蘭達、薩米、拉瓦許被一瓶龍舌蘭帶到墨西哥食品區，但龍舌蘭其實是陰道清洗劑的手下，因此他們陷入危機。然而，名叫泰瑞莎的女同性戀墨西哥夾餅愛上布蘭達，便幫助他們逃跑。
與此同時，在購物者的家裡，卡爾和貝瑞看到那些被購買的食物被烹飪和吃掉後嚇得驚慌失措，卡爾被菜刀切成兩半，貝瑞則拚命逃跑並遇見一個有毒癮的人類。貝瑞和毒蟲房間裡的各種東西交流，並遇見那些東西的領導者──一坨史蒂芬·霍金外型的口香糖。毒蟲嗑完浴鹽後打算煮巴瑞，但他不小心燙傷自己並因此意外被自己房裡的斧頭斬首。
法蘭克的朋友都認為他不該懷疑偉大彼岸的真實性，之後法蘭克在冷凍區外發現一本食譜，內頁有大量食物被吃的照片，他將這些內容透過廣播系統告知超市的各項雜貨，後者起初都很驚慌，但隨即對法蘭克感到不信任。巴瑞、口香糖和其他毒蟲家裡的雜貨回到超市，他們帶著毒蟲的首級，以證明人類可以被殺死，這才鼓舞了所有雜貨。雜貨們用沾著浴鹽的牙籤給人類們下藥，讓員工和顧客看到幻覺，並遭到雜貨們殺害。陰道清潔劑抓著超市經理的睪丸，控制他咬掉法蘭克的部分身體，布蘭達救出法蘭克，而其他雜貨用丙烷罐和垃圾桶引發爆炸，把陰道清潔劑和超市經理炸飛到超市之外。
超市裡的雜貨們辦了盛大的群交派對來慶祝勝利，之後法蘭克和他們朋友拜訪Firewater，Firewater在有了迷幻體驗後打破了第四面牆，表示這個世界只是一齣由另一次元的知名演員所配音的卡通。口香糖創造出一扇通往另一次元的傳送門，並和大家一起進門找他們的創造者對質。

## 演員

### 食物
| 演員            | 角色                                     | 備註                                                          |
| 塞斯·羅根       | 法蘭克 Frank                             | 香腸，布蘭達的男友。意外地察覺外面世界的真相而展開行動。      |
| 克莉絲汀·薇格   | 布蘭達 Brenda                            | 熱狗麵包，法蘭克的女友。                                      |
| 喬納·希爾       | 卡爾 Carl                                | 香腸，法蘭克的朋友。                                          |
| 麥可·塞拉       | 貝瑞 Barry                               | 侏儒症香腸，法蘭克的朋友。                                    |
| 愛德華·諾頓     | 小薩米·貝果 Sammy Bagel, Jr.             | 形似伍迪·艾倫的猶太貝果，與卡里姆不合，後與卡里姆變成男同志。 |
| 大衛·克倫荷茲   | 卡里姆·阿布都·拉瓦許 Kareem Abdul Lavash | 中東亞美尼亞式麵包，與薩米不合，後與薩米變成男同志。          |
| 莎瑪·希恩       | 泰瑞莎·狄奧塔克 Teresa del Taco          | 玉米麵豆卷，暗戀著布蘭達的女同志。                            |
| 比爾·哈德       | 烈酒                                     | 古老的美洲原住民，以及非易腐物的領導者。                      |
| 丹尼·麥布萊     | 蜂蜜芥末                                 | 因被客人退貨後而發現了外面世界的真相，為此感到恐懼。          |
| 克雷格·羅賓森   | 葛子先生 Mr. Grits                       | 葛子，非易腐物之一，對鹹餅乾懷恨在心。                        |
| 史考特·安德伍德 | 口香糖                                   | 坐著輪椅，形似史蒂芬·霍金，毒蟲家最聰明的食物。               |
| 安德斯·荷姆     | 特伊 Troy                                | 擠在法蘭克袋中的香腸之一，常嘲笑貝瑞。                        |
| 格雷格·帝爾南   | 愛爾蘭馬鈴薯                             | 被女客人削皮並被放入鍋中。                                    |

### 人類
| 演員          | 角色        | 備註                                                          |
| 保羅·路德     | 狄倫 Darren | 超市經理，綽號「黑魔王」（Dark Lord），因他會將過期食物回收。 |
| 詹姆斯·法蘭科 | 毒蟲        | 因毒品的緣故而成為首位能與食物們互動的人類。                  |

### 其他
| 演員        | 角色       | 備註                                                       |
| 尼克·科羅爾 | 清洗器     | 邪惡的女性衛生用品，因頭頂的噴嘴被弄壞而打算向法蘭克報仇。 |
| 康拉德·威儂 | 衛生紙捲筒 | 住在毒蟲家的廁所。                                         |

## 發行
本片原定於2016年6月3日在美國上映，後延期至8月12日。於2016年3月14日在SXSW上首映了電影的初剪版。同一個月，釋出了首支電影預告。中國大陸則確定不會引進。臺灣片商也因是限制級動畫，即便已宣傳行銷，礙於市場考量決定不引進。後來，臺灣方面改變方針又經延後，定檔於2016年11月11日上映，此前的日期為2016年9月30日。

## 反響

### 評價
爛番茄新鮮度82%，基於156條評論，平均分為6.7/10，但觀眾評價僅得57%，Metacritic得分67，整體正面評價居多。據CinemaScore調查，觀眾的評價於A+至F間約落在「B」。

### 票房
電影在美國於2016年8月12日上映，並與《尋龍傳說》、《走音天后》共同競爭；《腸腸搞轟趴》預計能在首映週末從2805間戲院中獲得1500萬至2000萬美元的票房。美國首映週末開出了3426萬美元的票房，位居當週亞軍，次週獲1548萬美元位居當週第二。

## 爭議
2016年6月中旬，在加利福尼亞州的康科德的一間戲院放映《海底總動員2：多莉去哪兒？》前，放了本片的預告而引起了爭議，因為本預告是帶有暴力與性暗示的R級預告，但卻排在與PG級的《海底總動員2：多莉去哪兒？》一同放映。事後，戲院對此疏失而道歉。

## 外部連結
- 互联网电影数据库（IMDb）上《腸腸搞轟趴》的资料（英文）
- Box Office Mojo上《腸腸搞轟趴》的資料（英文）
- 爛番茄上《腸腸搞轟趴》的資料（英文）
- Metacritic上《腸腸搞轟趴》的資料（英文）
- AllMovie上《腸腸搞轟趴》的资料（英文）
- 開眼電影網上《腸腸搞轟趴》的資料（繁體中文）
- 豆瓣电影上《腸腸搞轟趴》的資料 （简体中文）
- 时光网上《腸腸搞轟趴》的資料（简体中文）